# Ambasada RP w Rijadzie
Ambasada Rzeczypospolitej Polskiej w Rijadzie, السفارة البولندية بالرياض – polska misja dyplomatyczna w stolicy Arabii Saudyjskiej. Ambasador RP w Rijadzie oprócz Królestwa Arabii Saudyjskiej akredytowany jest również w Republice Jemeńskiej oraz w Sułtanacie Omanu.
Okręg konsularny obejmuje Arabię Saudyjską, Jemen i Oman. Przy ambasadzie funkcjonuje polski attachat wojskowy.
Od 3 lutego 2023 roku funkcję ambasadora sprawuje Robert Rostek.

## Historia
W 1929 (formalnie w 1930), Polska jako 9 państwo na świecie uznała Abda al-Aziza ibn Su’uda władcą Hidżazu, Nadżdu i Terytoriów Zależnych.
Po II wojnie światowej stosunki dyplomatyczne pomiędzy Polską a Arabią Saudyjską nawiązano w 1995. Ambasadę RP w Rijadzie otwarto 17 czerwca 1998. Od 2008, po zamknięciu Ambasady w Sanie, placówka akredytowana jest także w Jemenie. Ze względu na wojnę domową w Jemenie ambasada nie prowadzi szerszej działalności w tym kraju, jednakże wysłała w 2018 roku pomoc materialną mieszkającym tam obywatelom RP. 
Ambasada regularnie współpracuje z organizacjami polonijnymi działającymi na terenie Półwyspu Arabskiego, takimi jak polska Szkoła Społeczna w Rijadzie. 

## Konsulaty honorowe RP
Na terenie działalności ambasady znajdują się następujące konsulaty honorowe RP:
- Dżudda – konsul honorowy szejk Hassan Omar Attar (język konsula arabski, angielski)
- Maskat – konsul honorowy Ahmed bin Rashad Alhinai (język konsula arabski, angielski)